# Österbitterna socken
Österbitterna socken i Västergötland ingick i Laske härad, uppgick 1967 i Vara köping och området ingår sedan 1971 en del av Vara kommun, från 2016 inom Bitterna distrikt.
Socknens areal är 25,88 kvadratkilometer allt land. År 1951 fanns här 450 invånare. Sockenkyrkan Bitterna kyrka ligger utanför socknen.

## Administrativ historik
Socknen har medeltida ursprung och kan under medeltiden tillsammans med Västerbitterna socken ha utgjort den gemensamma socknen Bitterna socken. 1818 bildades med Västerbitterna socken den gemensamma församlingen Bitterna församling.
Vid kommunreformen 1862 bildades för socknens borgerliga frågorna Österbitterna landskommun. Landskommunen uppgick 1952 i Vedums landskommun som 1967 uppgick i Vara köping som 1971 ombildades till Vara kommun. Församlingen uppgick 2002 i Vedums församling.
1 januari 2016 inrättades distriktet Bitterna, med samma omfattning som Bitterna församling hade 1999/2000 och fick 1818, och vari detta sockenområde ingår.
Socknen har tillhört län, fögderier, tingslag och domsagor enligt vad som beskrivs i artikeln Laske härad. De indelta soldaterna tillhörde Skaraborgs regemente, Skånings kompani och Västgöta regemente, Laske och Barne kompanier.

## Geografi
Österbitterna socken ligger norr om Herrljunga. Socknen är en småkuperad slättbygd med skogsbygd i söder där också Hackebergsskogen ligger.

## Fornlämningar
Hällkista från stenåldern, nu raserad, har påträffats. Från bronsåldern finns en skålgropssten. Från järnåldern finns gravar och resta stenar. En runsten är känd från Per Jonsgården.

## Namnet
Namnet skrevs 1546 Österbittherne och kommer från kyrkbyn. Namnet Bitterna innehåller troligen bit, 'betesmark' och arin, 'grusö, grusig mark'.